# Akademikerne
Akademikerne (tidligere Akademikernes Centralorganisation (AC)) er en hovedorganisation for akademiske fagforbund.

## Historie
Akademikernes Centralorganisation blev dannet 1. januar 1972 ved en fusion mellem Akademikernes Samarbejdsudvalg (stiftet 1950), der dækkede de overenskomstansatte og Danske Statsembedsmænds Samråd (stiftet 1919), der repræsenterede ansatte på tjenestemandsvilkår. I april 2013 skiftede organisationen navn til blot at hedde Akademikerne. Forkortelsen AC anvendes dog stadig.

## Antal medlemmer
Akademikerne er en paraplyorganisation for 28 faglige organisationer, der organiserer akademisk uddannede i Danmark. Akademikerne er partipolitisk uafhængig og repræsenterer 464.800 medlemmer med en lang videregående uddannelse (pr. 1. januar 2021), heraf:
- 118.429 offentligt ansatte
- 105.255 privat ansatte
- 18.122 selvstændige
- 11.945 arbejdsløse
- 115.258 ikke-erhvervsaktive medlemmer (studerende, pensionister mv.)

Akademikernes formand er Tomas Kepler (pr. 9. april 2025), og næstformænd er Sara Gundelach Vergo, formand for Djøf og Stine Hasling Mogensen, formand for Pharmadanmark. Tidligere formænd er blandt andre Sine Sunesen (2004 - 2009) og Lars Qvistgaard (2015 - 2021) og Lisbeth Lintz (2022-2025).

## Medlemsforbund
- Arkitektforbundet
- Bibliotekarforbundet
- Dansk Kiropraktor Forening
- Dansk Magisterforening (DM)
- Dansk Mejeriingeniør Forening
- Dansk Musikpædagogisk Forening
- Dansk Organist og Kantor Samfund
- Dansk Psykolog Forening
- Danske Fysioterapeuter (Dfys)
- De Offentlige Tandlæger
- Den Danske Dyrlægeforening
- Den danske Præsteforening
- Djøf (Danmarks Jurist- og Økonomforbund)
- Ergoterapeutforeningen (ETF)
- Forbundet Arkitekter og Designere
- Forbundet Kommunikation og Sprog
- Foreningen af Akademisk Uddannede DJ-medlemmer
- Foreningen af Kliniske Diætister
- Foreningen af Skibsinspektører i Søfartsstyrelsen
- Foreningen af Speciallæger
- Forsvarsgruppen i AC
- Gymnasieskolernes Lærerforening
- Handelsskolernes Lærerforening, Adjunkt/lektorgruppen
- Ingeniørforeningen i Danmark
- JA
- Lægeforeningen
- Pharmadanmark
- Praktiserende Lægers Organisation
- Tandlægeforeningen
- Yngre Læger